# Soler (Olot)
Soler és una masia d'Olot (Garrotxa) protegida com a Bé Cultural d'Interès Local.

## Descripció
Es tracta d'una masia formada per una construcció principal rectangular en forma de L i un volum secundari tipus pallissa tancat per un recinte emmurallat. La pedra volcànica és visible en bona part del tancament perimetral i la cabana. En el clos tancat hi ha una gran era enrajolada. La composició de les façanes és molt simple sense cap singularitat. La darrera rehabilitació reformà i consolidà totes les cobertes però utilitzant biguetes de formigó i deixant tots els entramats vistos sense cap intervenció en les façanes. Té una llinda amb la data 1754.